# Delphinium elisabethae
Delphinium elisabethae är en ranunkelväxtart som beskrevs av Nikolaj Adolfovitj Busj. Delphinium elisabethae ingår i släktet storriddarsporrar, och familjen ranunkelväxter. Utöver nominatformen finns också underarten D. e. eglandulosum.